# Câmp electric
În fizică, prin câmp electric se înțelege câmpul fizic   care înconjoară o particulă încărcată electric și care exercită forță asupra oricărei alte particule încărcate cu sarcină electrică aflată în spațiul în care câmpul electric se manifestă.
Unitatea de măsură a câmpului electric este V/m (volt pe metru).  Această unitate este echivalentă cu N/C (newton pe coulomb). Matematic, câmpul electric este un câmp vectorial având asociat în fiecare punct din spațiu un vector euclidian.
Conceptul de câmp electric a fost introdus de Michael Faraday și preluat de Maxwell care a formulat conceptul ca mărime fizică.
Este un câmp vectorial cu circulație conservativă, caracterizat prin valoarea nulă a operatorului vectorial rotor, similar câmpului gravitațional. Diferite poziții în câmp sunt caracterizate de o anumită valoare pentru mărimea energie potențială. Deplasarea unei sarcini mobile în câmpul unei sarcini fixe este însoțită de o variație de energie potențială egală cu produsul dintre sarcina electrică și circulația vectorului câmp electric în lungul parcursului între punctele considerate.

## Exemple

Câmpul produs de două sarcini punctiforme, egale ca mărime dar de semn contrar. Punctul roșu reprezintă sarcina pozitivă, iar cel verde sarcina negativă.

Un exemplu elementar este câmpul electric produs de o sarcină punctiformă. Intensitatea acestui câmp electric este direct proporțională cu mărimea sarcinii care generează câmpul și descrește invers proporțional cu pătratul distanței de la aceasta, similar câmpului gravitațional al unei mase.
Un alt exemplu de câmp electric este spațiul dintre două plăci metalice paralele (care formează un condensator electric) între care se aplică o tensiune. Dacă plăcile metalice au o întindere infinită (în două dimensiuni), atunci câmpul electric dintre ele este uniform, are valoarea numerică egală cu U/d (U: tensiunea aplicată; d: distanța dintre plăci), orientarea perpendiculară pe plăci și sensul de la placa pozitivă la cea negativă. Un mic corp încărcat electric pozitiv plasat între cele două plăci va fi supus unei forțe electrice orientate spre placa negativă.
Câmpul electric are proprietatea de a acționa asupra corpurilor electrizate, de exemplu în conductoarele metalice acționează asupra purtătorilor de sarcină, electronii mobili.

## Câmpul electric produs de o sarcină punctiformă
Câmpul electric este caracterizat cantitativ  prin mărimea intensitate a câmpului {\displaystyle {\vec {E}}} definită ca raportul dintre forța electrică coulombiană la care este supusă o particulă încărcată electric și sarcina acestei particule:
unde
{\displaystyle \scriptstyle {\vec {F}}} este forța electrică,
{\displaystyle \scriptstyle q} este mărimea sarcinii test
Câmpul creat de o sarcină punctiformă aflată în repaus este dat de legea lui Coulomb:
unde
{\displaystyle \scriptstyle Q} este sarcina care creează câmpul electric
{\displaystyle \scriptstyle r} este distanța de la sarcina Q la punctul unde se calculează câmpul electric,
{\displaystyle \scriptstyle {\vec {\hat {r}}}={\frac {\vec {r}}{r}}} este versorul orientat de la sarcina Q spre punctul unde se calculează câmpul electric,
{\displaystyle \scriptstyle \varepsilon _{0}} este permitivitatea vidului.
Legea lui Coulomb este un caz particular al legii lui Gauss, care este și una din ecuațiile lui Maxwell.
Câmpul electrostatic este un câmp cu circulație conservativă, circulația sa (exprimată ca integrală curbilinie a produsului scalar cu elementul de arc pentru curba parcursă {\displaystyle C_{E}=\int _{C}{\vec {E}}\cdot d{\vec {s}}}) este nulă pe o curbă închisă.

## Energia câmpului electric
Energia înmagazinată în câmpul electric într-un volum V este:
{\displaystyle W_{e}={\frac {1}{2}}\int _{V}{\vec {D}}\cdot {\vec {E}}d{\mathit {V}}={\frac {1}{2}}\int _{V}\varepsilon E^{2}d{\mathit {V}}}

## Sarcini electrice mobile în câmp electric

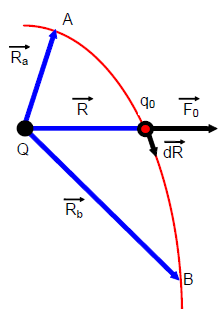

Se consideră câmpul electric generat de sarcina Q fixă, în care se deplasează sarcina sondă {\displaystyle q_{0}}. Deplasarea acestei sarcini între puncte puncte diferite în câmp este asociată unei diferențe de energie potențială a câmpului generat de sarcina fixă. Aceasta e egală cu produsul dintre sarcina mobilă și circulația vectorului câmp electrostatic între punctele traiectoriei considerate. Energia potențială raportată la unitatea de sarcină constituie noțiunea de potențial electric asociat unui punct.
Câmpul produs de forța electrostatică ce acționează asupra sarcinii sondă între două puncte este caracterizat prin următoarea integrala curbilinie care nu depinde de drum și constituie tensiunea electrică între punctele respective 
{\displaystyle C_{A}^{B}=\int _{A}^{B}{\vec {E}}\cdot d{\vec {R}}={\frac {Qq_{0}}{4\pi \epsilon }}\int _{A}^{B}{\frac {{\vec {R}}\cdot d{\vec {R}}}{R^{3}}},}
unde
- {\displaystyle {\vec {R}}=x{\vec {i}}+y{\vec {j}}+z{\vec {k}}=} vectorul poziție al sarcinii {\displaystyle q_{0}}, considerate punctuale;
- {\displaystyle d{\vec {R}}=dx\cdot {\vec {i}}+dy\cdot {\vec {j}}+dz\cdot {\vec {k}}=} vectorul deplasare al sarcinii;
- {\displaystyle \epsilon =} permitivitatea mediului.

Se obține:
{\displaystyle C_{A}^{B}={\frac {Q}{4\pi \epsilon }}\int _{A}^{B}{\frac {dR}{R^{2}}}={\frac {Q}{4\pi \epsilon }}\left({\frac {1}{R_{a}}}-{\frac {1}{R_{b}}}\right).}
Cu notația:
{\displaystyle V={\frac {1}{4\pi \epsilon }}{\frac {Q}{R}},}
formula anterioară evidențiază diferența de potențial electric intre două puncte diferite situate în câmp electric:
{\displaystyle \Delta U_{AB}=-q(V_{B}-V_{A})=qU}
unde
- U = diferența de potențial dintre punctele A și B;
- r = distanța de la sarcina Q până la punctul considerat.

Punctele cu același potențial constituie o suprafață echipotențială.